# Estación Central de Mannheim
Mannheim Hauptbahnhof (alemán para la estación principal de Mannheim) es una estación de ferrocarril en Mannheim en el estado alemán de Baden-Württemberg. Es el segundo centro de tráfico más grande del suroeste de Alemania después de Stuttgart Hauptbahnhof, con 658 trenes al día, incluidos 238 trenes de larga distancia. También es una estación clave en el Rin-Neckar S-Bahn. 100.000 pasajeros embarcan, desembarcan o se transfieren entre trenes en la estación cada día. La estación se modernizó en 2001. Está clasificada por Deutsche Bahn como una estación de categoría 2.